# Sebastian Stolze
Sebastian Stolze (Leinefelde-Worbis, 29 gennaio 1995) è un calciatore tedesco, attaccante svincolato.

## Caratteristiche tecniche
È un'ala destra.

## Carriera

### Club
Cresciuto nel settore giovanile del Rot-Weiß Erfurt, ha esordito in prima squadra il 10 agosto 2013 disputando l'incontro di 3. Liga pareggiato 3-3 contro il Preußen Münster. Nel 2014 è stato ceduto al Wolfsburg che lo ha aggregato alla propria seconda squadra. Dopo aver collezionato 80 presenze nell'arco di tre stagioni è stato ceduto in prestito al Jahn Ratisbona, che al termine della stagione 2017-2018 lo ha acquistato a titolo definitivo.

### Nazionale
Ha giocato nelle nazionali giovanili tedesche Under-19 ed Under-20.